# Даниела Ходрова
Даниела Ходрова (на чешки: Daniela Hodrová) е чешка редакторка, литературоведка и писателка на произведения в жанра драма и документалистика.

## Биография и творчество
Даниела Ходрова е родена на 5 юли 1946 г. в Прага, Чехословакия. Дъщеря е на филмовия и театрален актьор Зденек Ходр. През 1963 г. завършва средно общообразователно училище в Прага. Година след дипломирането си работи като асистент режисьор и драматург в театър „Иржи Волкер“. После следва русистика, бохемистика, романистика и сравнително литературознание в Карловия университет. Защитава докторска дисертация по философия през 1977 г.
В периода 1972 – 1975 г. работи като редактор в издателство „Одеон“. През 1975 г. започва да работи като научен работник в секцията „Поетика на литературното произведение на XX век“ в Института за чешка литература на Чехословашката академия на науките в Прага. През 1980 г. получава званието кандидат на науките, а през 1992 г. званието доктор на науките. Пенсионира се през 2016 г.
Дебютира в чешката литература през 1964 г. със стихотворение публикувано в списание „Divoké víno“. През 1971 г. в списанието публикува и първата си проза. Първата ѝ научна работа „Hledání románu“ (В търсене на романа) е публикувана през 1989 г.
Авторка е на книгите „Търсенето на романа. Глави от историята и типологията на романа“ (1989) „Инициационният роман“ (1992), „Тайнствените места. Глави от литературната топология“ (1994), „В периферията на хаоса... Поетика на литературното произведение на XX век“ (2001).
От 1991 г. са издадени романите ѝ „Двойно начало“ (1991), „Какавидите“ (1992), „Тета“ (1992), „Денят на Перун“ (1994), „Изгубените деца“ (1997), „Комедия“ (2003), както и новелата „Виждам град“ (1992).
Творбите ѝ се класифицират като постмодерна литература, със силно изражение на мистериозната Прага, фуксианската атмосфера, психологическо изобразяване на персонажите, метафори и алегории.
През 2011 г. печели Държавната награда за литература за романа си „Призоваване“ и през 2012 г. Международната награда „Франц Кафка“. През 2016 г. получава наградата „Магнезия Литера“ в основната категория „Книга на годината“ за романа „Točité věty“ (Спирални изречения).
Даниела Ходрова живее в Прага.

## Произведения

### Проза
- Město vidím... (1992)
Виждам град..., алманах „Панорама“ (1999), прев. Маргарита Кюркчиева
- Perunův den (1994)
Денят на Перун (откъс), алманах „Панорама“ (1999), прев. Маргарита Кюркчиева
- Ztracené děti (1997)
Изгубени деца (откъс), алманах „Панорама“ (2002), прев. Маргарита Кюркчиева
- Komedie (2003)
Комедия, изд. „Панорама“ (2006), прев. Маргарита Кюркчиева
- Vyvolávání (2010)
Призоваване, изд. „Стигмати“ (2011), прев. Маргарита Симеонова
- Točité věty (2015)
- Ta blízkost (2019)

#### Серия „Измъчения град“ (Trýznivé město)
1. Podobojí (1991)
Двойно начало: Роман за мъртвите, изд. „Панорама“ (1999), прев. Маргарита Кюркчиева
2. Kukly (1991)
Какавидите: Живи картини, изд. „Стигмати“ (2005), прев. Добромир Григоров
3. Théta (1991)
Тета, изд. „Стигмати“ (2002), прев. Добромир Григоров

- Trýznivé město (1999) – сборник

### Есета
- Hledání románu (1989)
- Prague: Visite privée (1991) – на френски
- Cité dolente: Le royaume d'Olsany (1992) – на френски
- Das Wolschaner Reich: Citté dolente I. (1992) – на немски
- Román zasvěcení (1993)
- Místa s tajemstvím (1994)
- Im Reich der Lüfte: Citté dolente II. (1994) – на немски
- Les Chrysalides, tableaux vivants (1995) – на френски
- Theta: Citté dolente III. (1998) – на немски
- Pod dwiema postaciami (2001) – на полски
- Citlivé město (2006)
- Chvála schoulení. Eseje z poetiky pomíjivosti (2011)
- Co se vyjevuje. Eseje o Adrieně Šimotové (2015)